# Francesco Barbaccia
Francesco Barbaccia (Godrano, 15 febbraio 1922 – Palermo, 25 giugno 2010) è stato un medico e politico italiano, eletto nella III e IV legislatura, in quest'ultima subentrò come primo dei non eletti a Salvatore Aldisio, deceduto in carica.